# Preglaciaal
Preglaciaal is een (verouderde) tijdsaanduiding die in de aardwetenschappen soms voor de afzettingsperiode van sedimenten wordt gebruikt die ouder zijn dan een ijstijd (in Nederland veelal de voorlaatste ijstijd). De term preglaciaal wordt vooral gebruikt om onderscheid te kunnen maken tussen de periode 'voor', 'tijdens' en 'na' de aanwezigheid van landijs in gebieden langs de randen van voormalige ijskappen.
De voorlaatste ijstijd (het Saale-glaciaal genoemd) is voor de geologie van Nederland belangrijk, omdat lobben van de Scandinavische ijskap uit die periode ten noorden van de grote rivieren de stuwwallen vormden, diepe bekkens uitsleten, rivierlopen deden veranderen en bij het afsmelten markante afzettingen (keileem) achterlieten. Op veel plaatsen (met name de stuwwallen en de uitgesleten bekkens daartussen) zijn hierbij preglaciale sedimenten door ijswerking verplaatst, vervormd en tot nieuwe sedimenten omgewerkt, in tegenstelling tot jongere sedimenten. 
Preglaciale sedimenten dagzomen in Midden-Nederland bijna alleen op de hoogste punten van stuwwallen. Het betreft overwegend door rivieren afgezet (fluviatiel) grind en zand (bijvoorbeeld op de Veluwe, de Utrechtse Heuvelrug en in Salland), in opgestuwde positie. Ten zuiden van de grote rivieren dagzomen dergelijke afzettingen als rivierterrassen, ten gevolge van tektonische opheffing. In Noord-Nederland bevinden de afzettingen uit deze periode zich veelal op enige tientallen meters diepte, ten gevolge van tektonische bodemdaling.